# Andrena cypricola
Andrena cypricola is een vliesvleugelig insect uit de familie van de Andrenidae. De wetenschappelijke naam van de soort is voor het eerst geldig gepubliceerd in 1952 door George A. Mavromoustakis.